# Theo Kelly
Theo Kelly, né le 17 janvier 1896 et mort le 30 avril 1964, est entraîneur d'Everton entre 1939 et 1948.

## Pré-guerre
Everton est l'une des dernières équipes de la ligue nommant un manager. Avant cela, la sélection des équipes est faite par les entraîneurs et les membres du conseil d'administration. Theo Kelly est secrétaire du club avant sa nomination en tant que manager en mai 1939 et est étroitement impliqué dans les questions concernant l'équipe, sa nomination provoque des différents internes. Kelly est ambitieux et manœuvre afin d'obtenir le poste après le décès prématuré de son prédécesseur, Thomas H. McIntosh. Alors qu'il était secrétaire du club Theo Kelly conçoit le blason et la devise du club.
Le championnat 1939 est remporté par Everton à l'époque où Kelly est comme manager à plein temps. Le championnat est ensuite suspendue pendant sept saisons au cours de la guerre, même si certains matches sont joués avec Kelly à la tête de l'équipe.

## Après-guerre
Après la guerre, Kelly se brouille avec Joe Mercer. Kelly accuse Mercer de ne plus avoir le cœur à jouer à la suite d'une rencontre internationale contre l'Écosse, mais en réalité Mercer souffre d'une  sévère blessure au cartilage. Même après avoir consulté un spécialiste en orthopédie, Kelly refuse de le croire, Mercer doit lui-même payer son opération chirurgicale malgré ses 14 ans au club. En colère, Mercer signe en 1946 pour 9 000 livres sterling à Arsenal, bien qu'il rechignait à partir de Liverpool. Kelly apporte les chaussures de Mercer lors des négociations de transferts, pour l'empêcher d'avoir une raison pour revenir et dire au revoir aux autres joueurs d'Everton.
Kelly est également incapable de conserver Tommy Lawton et il tente de vendre Thomas George Jones à l'AS Rome pour 15 000 livres sterling mais le transfert échoue. Beaucoup de joueurs voient Kelly comme un personnage distant, autoritaire et mesquin. Dixie Dean dit que sa principale raison pour quitter Everton en 1937 est Theo Kelly. Kelly se lasse rapidement de joueurs achetés sur le marché des transferts ce qui entraîne une épuisement rapide des moyens financiers du club.
Après deux mauvaises saisons (finissant 10e et 14e) et un mauvais début de saison 1948-49 où Everton termine 18e, Kelly démissionne de son poste de manager en septembre 1948 et revient à son poste de secrétaire du club. Cliff Britton le remplace comme manager. La relégation en 1950-51 tire partiellement ses origines à la période où Kelly est manager du club. Kelly reste plus connu pour ses talents d'administrateur et à son crédit il a quitté le club en le laissant dans un meilleur état financier.